# FK Leče
FK Leče (ital. Unione Sportiva Lecce) je fudbalski klub iz Lečea, Italija. Klub je osnovan 1908. godine i trenutno se takmiči u Seriji A. 
Klub je u sezoni 2011/12. ispao iz Serije A u Seriju B, ali je zbog umešanosti u Scommessopoli skandal izbačen u rang niže. 
Leče svoje mečeve odigrava na stadionu Via del Mare koji ima kapacitet od 36.285 mesta.

## Uspesi
- Serija B :
  - Prvak (2) : 2009/10, 2021/22.

## Spoljašnje veze
- Zvaničan sajt kluba